# Военно-промышленный курьер
«Вое́нно-промы́шленный курье́р» (сокр. ВПК) — информационно-аналитическая, иллюстрированная общероссийская еженедельная газета. Освещает вопросы оборонно-промышленной тематики, тенденции развития Вооружённых сил Российской Федерации. Издаётся с 19 августа 2003 года. C 2013 года входит в двадцатку Top.mail.ru и в пятерку самых посещаемых российских военно-технических и военно-исторических сайтов.

## История
Идея создания «Военно-промышленного курьера» принадлежит И. Р. Ашурбейли, бывшему в 2001—2011 годах генеральным директором НПО ОАО «ГСКБ „Алмаз-Антей“». Первый номер газеты вышел 19 августа 2003 года.
По оценке ректора Российского государственного университета А. Б. Безбородова, «Военно-промышленный курьер» — «первоклассный источниковый материал для изучения развития оборонно-промышленного комплекса России, его инновационного потенциала, связи с советскими оборонными предприятиями».
Материалы газеты публиковались на сайте vpk-news.ru, после его закрытия все материалы публикуются на vpk.name.

## Тематическая направленность
Строительство Вооруженных сил России и стран СНГ, военная техника, военно-техническое сотрудничество, геополитика, экономика, проблемы и достижения оборонно-промышленного комплекса, научно-исследовательские и опытно-конструкторские работы, деятельность силовых структур, социальная защита военнослужащих, правовое обеспечение, история России, военная история, армейский спорт.

## Основные рубрики
- Авиация и ракетно-космическая отрасль
- Военная история
- Армия
- Военная реформа
- Вооружение
- Военная техника
- Геополитика
- Оборонительные системы
- Боевая подготовка
- Новости
- Интервью[4]

## Главные редакторы
- Игорь Коротченко (2003—2010)
- Михаил Ходарёнок (2010—2015)
- Владимир Лебедев (2016—2020)
- Максим Калашников (март — октябрь 2020)
- Алексей Песков (с ноября 2020)

## Редакционный совет
- Председатель редакционного совета газеты — И. Р. Ашурбейли[5].

## Награды
- Национальная премия «Золотая идея» за 2006 год (по итогам 2005 года): 1-я премия в номинации «За вклад в пропаганду военно-технического сотрудничества и информационную поддержку экспорта продукции военного назначения»[6]
- Национальная премия «Золотая идея» за 2013 год (по итогам 2012 года): премия в номинации «За вклад в пропаганду военно-технического сотрудничества, рекламную и информационную поддержку экспорта продукции военного назначения»[7]